# Clivina bipustulata
Clivina bipustulata är en skalbaggsart som beskrevs av Fabricius. Clivina bipustulata ingår i släktet Clivina och familjen jordlöpare. Inga underarter finns listade i Catalogue of Life.